# Commiphora mossambicensis
Commiphora mossambicensis is een boomsoort uit de familie Burseraceae. Het is een sterk vertakte bladverliezende boom met een spreidende kroon die tot 10 meter hoog kan worden.
De soort komt voor in Zuidoost-Afrika, van Tanzania tot aan de Caprivistrook, gelegen tussen Angola en Botswana. Hij groeit daar in bosrijke graslanden, open bossen en in struwelen, op hoogtes van 400 tot 1600 meter.
De boom is een voedselbron voor de lokale bevolking. De dikke wortelstokken van jonge bomen worden uitgegraven, geschild en opgegeten door herders om zo hun dorst te lessen en honger te stillen. Verder wordt de hars in het wild geoogst voor lokaal gebruik. Deze sijpelt als een gele gom uit sneden in de schors en wordt een harde, heldere hars bij blootstelling aan lucht. De hars wordt gebruikt voor het afwerken van bakjes. Koolstof uit halfverbrand hout wordt gebruikt voor het maken van lokaal buskruit.
... 
C. africana · 
C. caudata · 
C. gileadensis · 
C.  guidottii · 
C. kataf · 
C. myrrha · 
C. simplicifolia · 
C. wightii · 
C. wildii
...